# Ianiropsis perplexus
Ianiropsis perplexus är en kräftdjursart som beskrevs av Menzies1962. Ianiropsis perplexus ingår i släktet Ianiropsis och familjen Janiridae. Inga underarter finns listade i Catalogue of Life.